# CLSQL
CLSQL是一个Common Lisp语言的SQL数据库接口，用于让Common Lisp和数据库进行通信。这个项目由Kevin M. Rosenberg在2001年发起，以支持在多个Common Lisp的实现上通过使用UFFI这个库，进行SQL数据库的存取操作。CLSQL最初的代码大部分来自于Pierre R. Mai所开发的MaiSQL库。在2003年的时候，onShore Development公司抛弃了UncommonSQL这个库，随即在2004年的四月份，Marcus Pearce将UncommanSQL库移植到了CLSQL上。UncommonSQL库为CLSQL提供了和LispWorks公司的CommonSQL库兼容的API。

## 简介
CLSQL为编程语言操作数据库提供了两个不同的接口，一个是函数形式的接口，另一个是面向对象的接口。函数形式的接口除了提供诸如SELECT和UPDATE这样的面向SQL操作的函数以外，还提供了特殊的语法以帮助在Lisp代码中内嵌SQL语言的表达式。面向对象的接口则能够将CLOS中的对象映射到数据库的表中对应的元组上，并且包括了用于存储新的对象、查询对象和移除对象等操作的函数。大部分的应用程序都会同时使用这两种风格的接口。